# Premusia smaragdina
Premusia smaragdina är en fjärilsart som beskrevs av Walker 1858. Premusia smaragdina ingår i släktet Premusia och familjen nattflyn. Inga underarter finns listade i Catalogue of Life.